# Villers-Outréaux
Villers-Outréaux är en kommun i departementet Nord i regionen Hauts-de-France i norra Frankrike. Kommunen ligger i kantonen Clary som tillhör arrondissementet Cambrai. År 2022 hade Villers-Outréaux 2 137 invånare.

## Befolkningsutveckling
Antalet invånare i kommunen Villers-Outréaux
| Referens: INSEE |